# ティロ・キレット
ティロ・キレット（Tilo Klette、1977年12月16日 - ）は、ドイツ出身のバスケットボール選手である。元レバンガ北海道所属、現在はWBCライファイゼン・ヴェルスに所属。現在はオーストリア国籍を取得している。

## 来歴
ハンミュンデン中等学校卒業。
母国でプレーした後、2006年に来日してパナソニックに加入。
2008年に離日してオーストリアリーグでプレーするが、2011年に再来日してレバンガ北海道加入。
2012年オフに一度移籍選手リスト入りするも、再契約。
2013年にレバンガ北海道を退団し、WBCライファイゼン・ヴェルスに移籍。

## 経歴
- パナソニック - WBCライファイゼン・ヴェルス - レバンガ北海道